# Мений (трибун 219 пр.н.е.)
Мений (на латински: Maenius) е политик на Римската република през 3 век пр.н.е. Произлиза от плебейската фамилия Мении.
През 219 пр.н.е. той е народен трибун по време на втората илирийска война.
Консули са Луций Емилий Павел и Марк Ливий Салинатор. Ливий е осъден за присвояване на плячка.